# Markova Crkva
Markova Crkva (em cirílico: Маркова Црква) é uma vila da Sérvia localizada no município de Lajkovac, pertencente ao distrito de Kolubara. A sua população era de 111 habitantes segundo o censo de 2011.

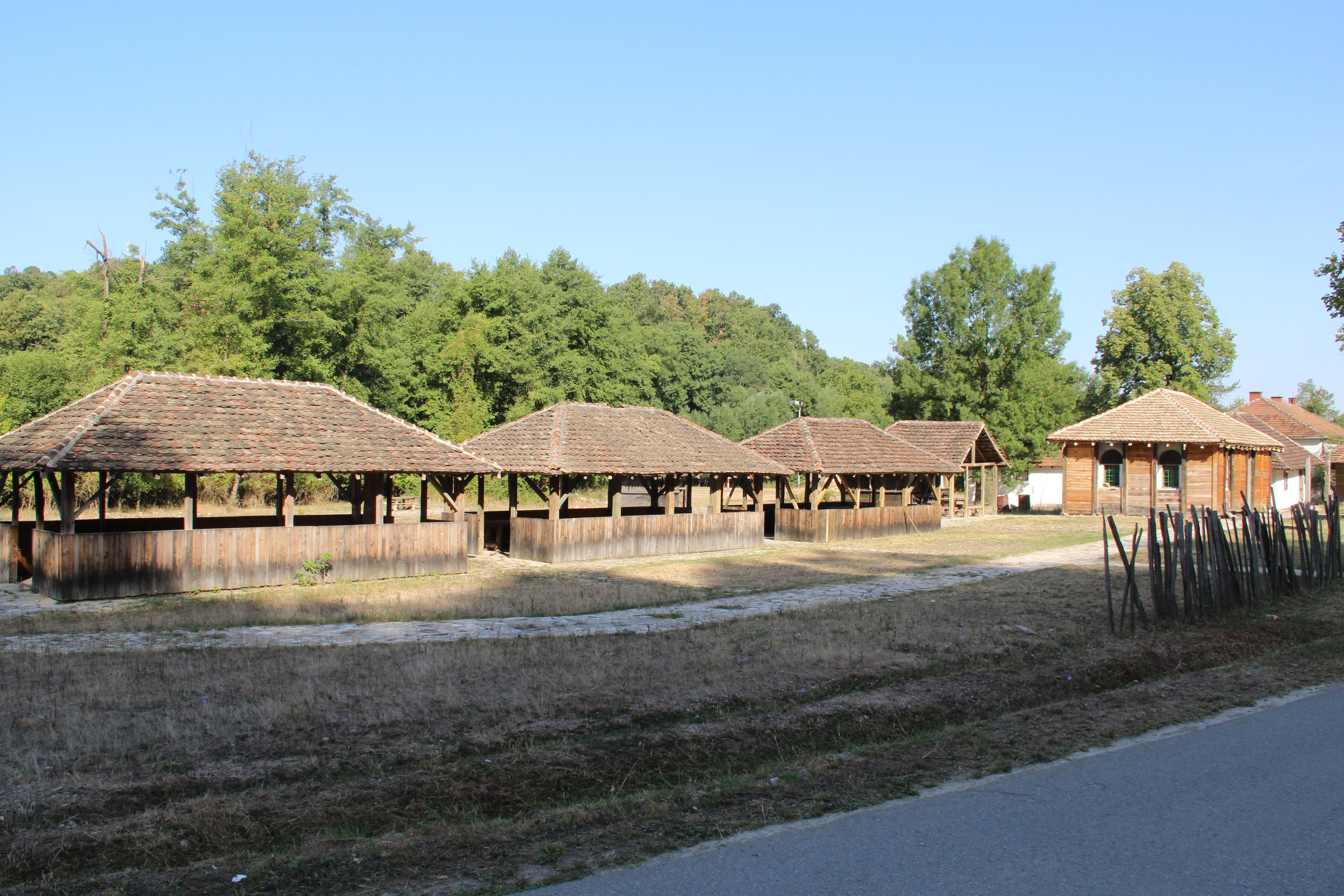
Markova crkva - complexo etno
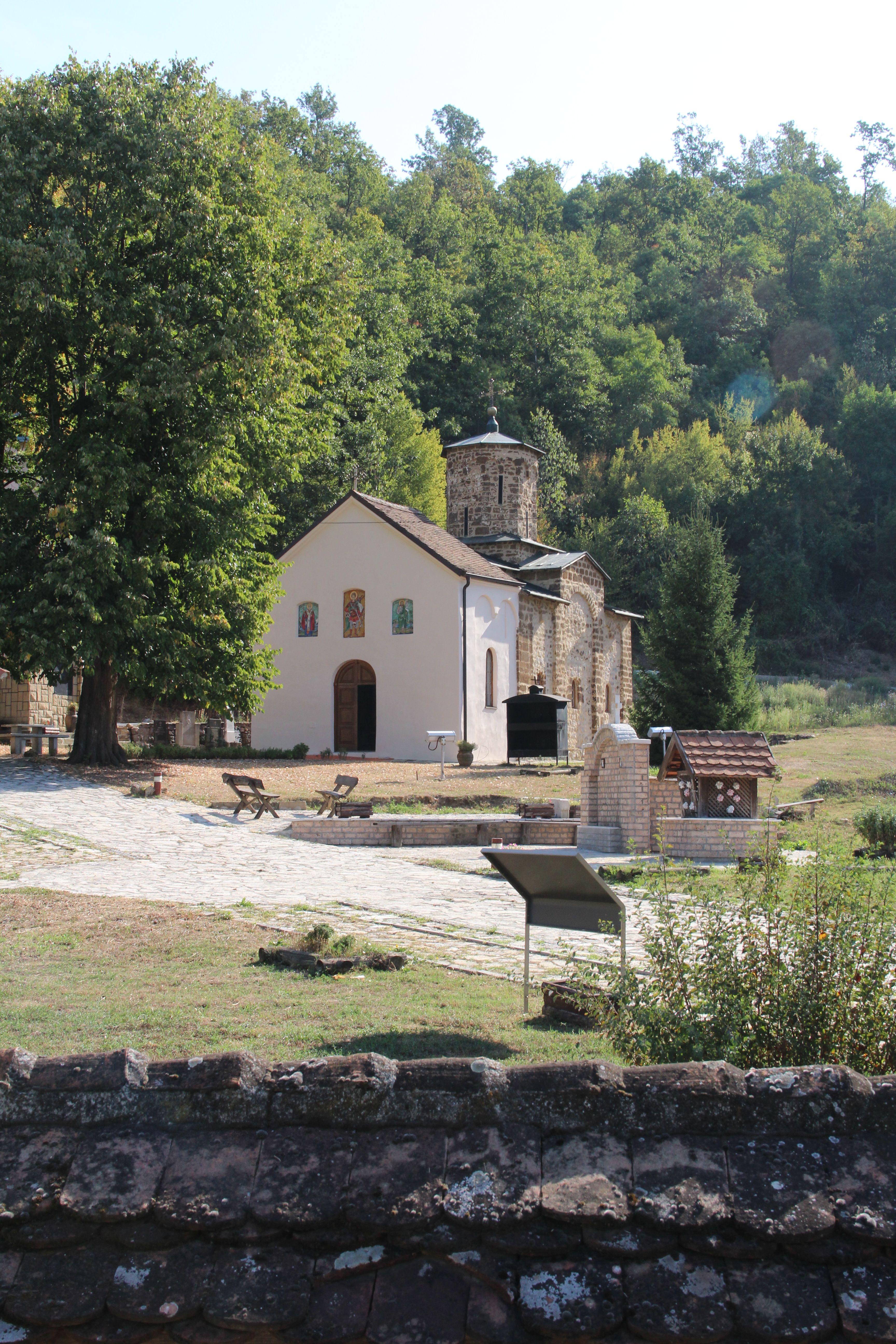
Markova crkva - mosteiro de São Demétrio
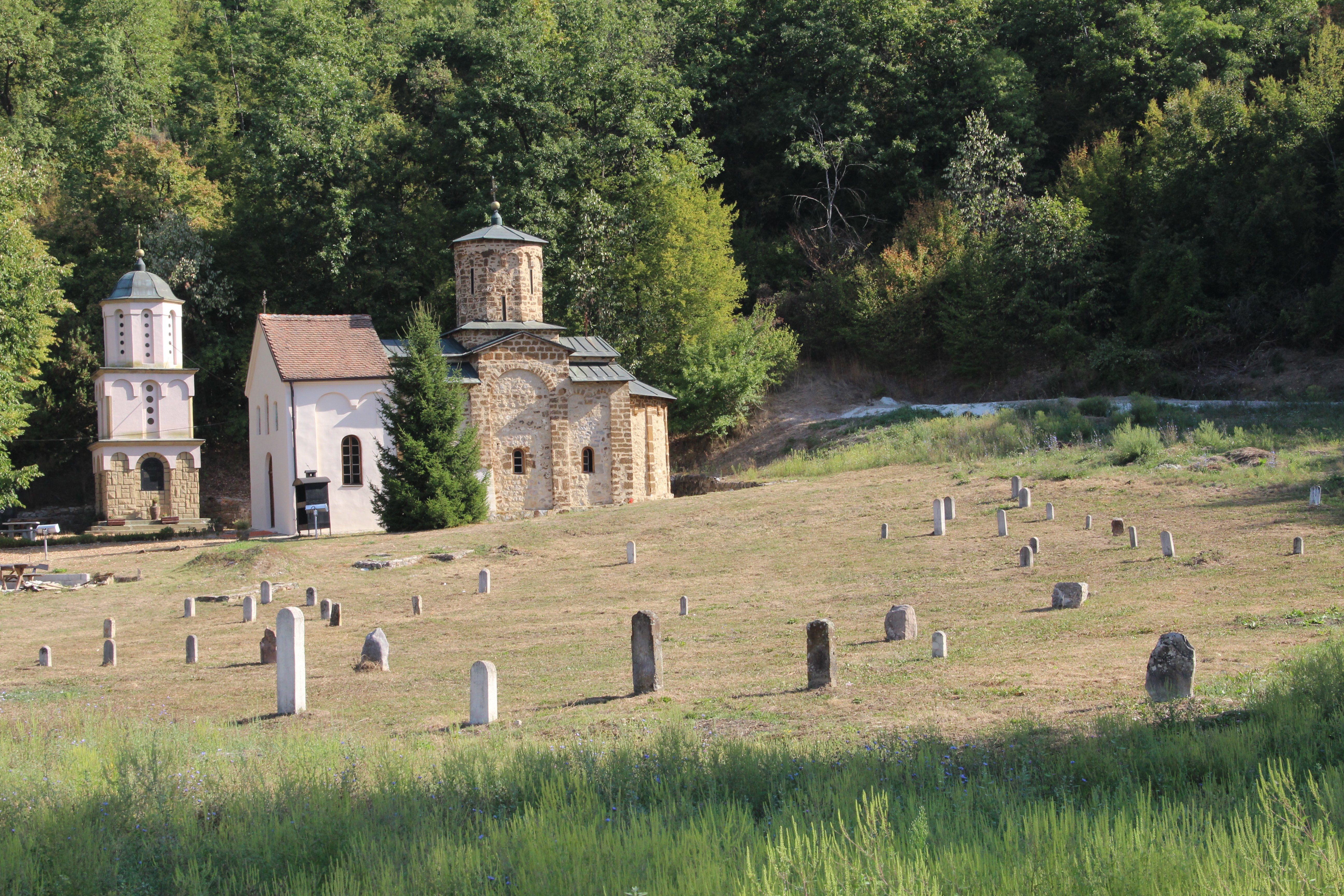
Markova crkva - mosteiro de São Demétrio
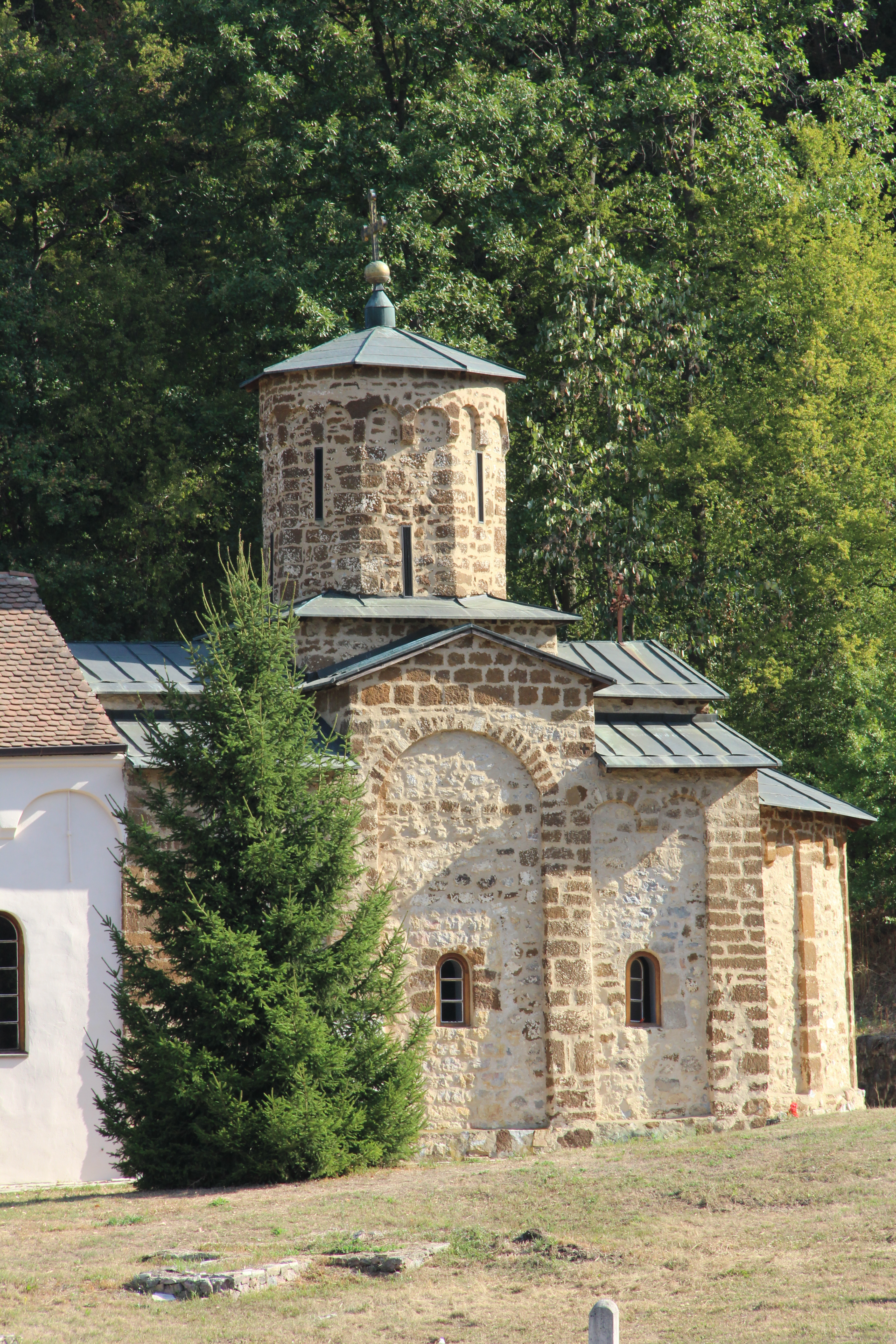
Markova crkva - mosteiro de São Demétrio
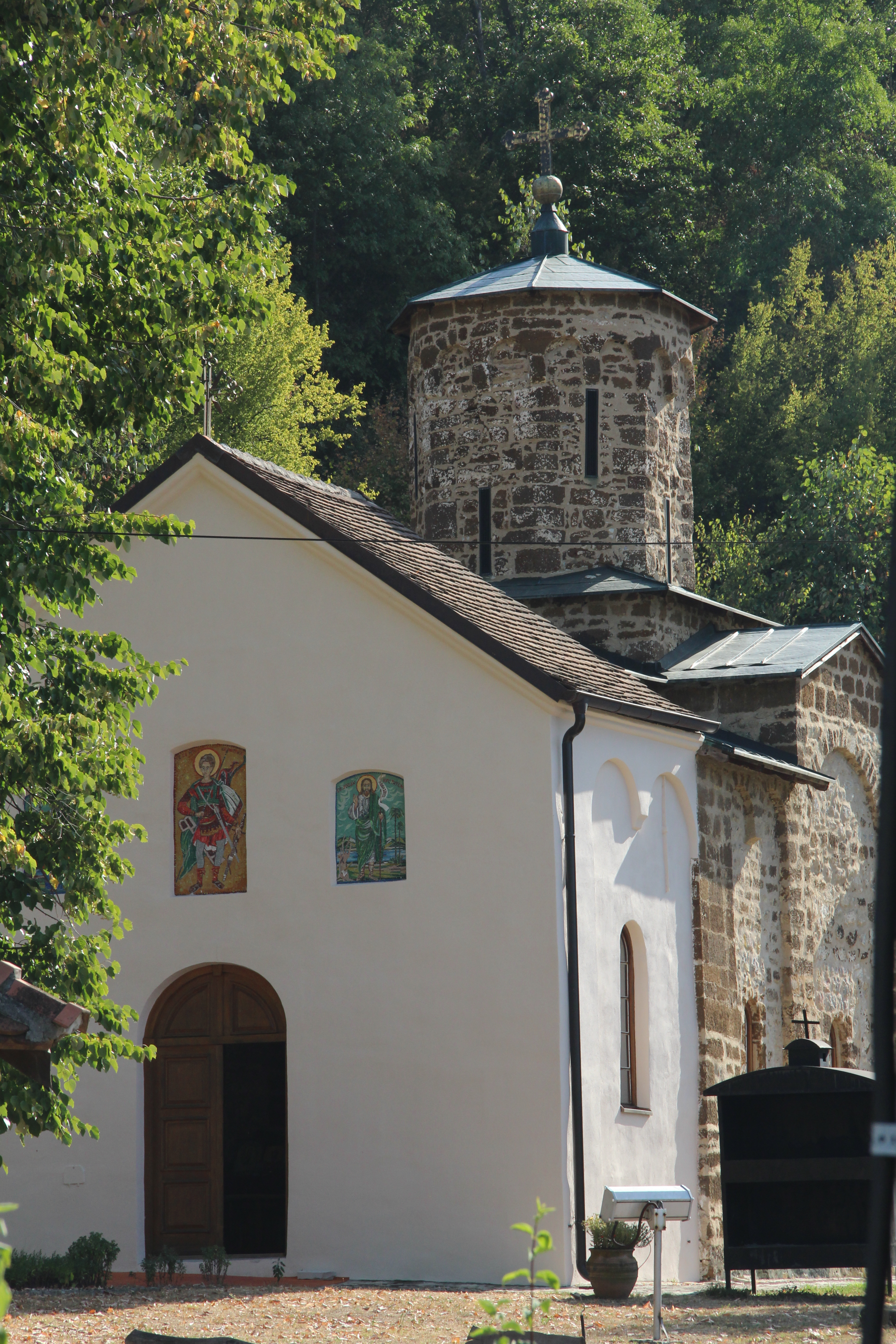
Markova crkva - mosteiro de São Demétrio
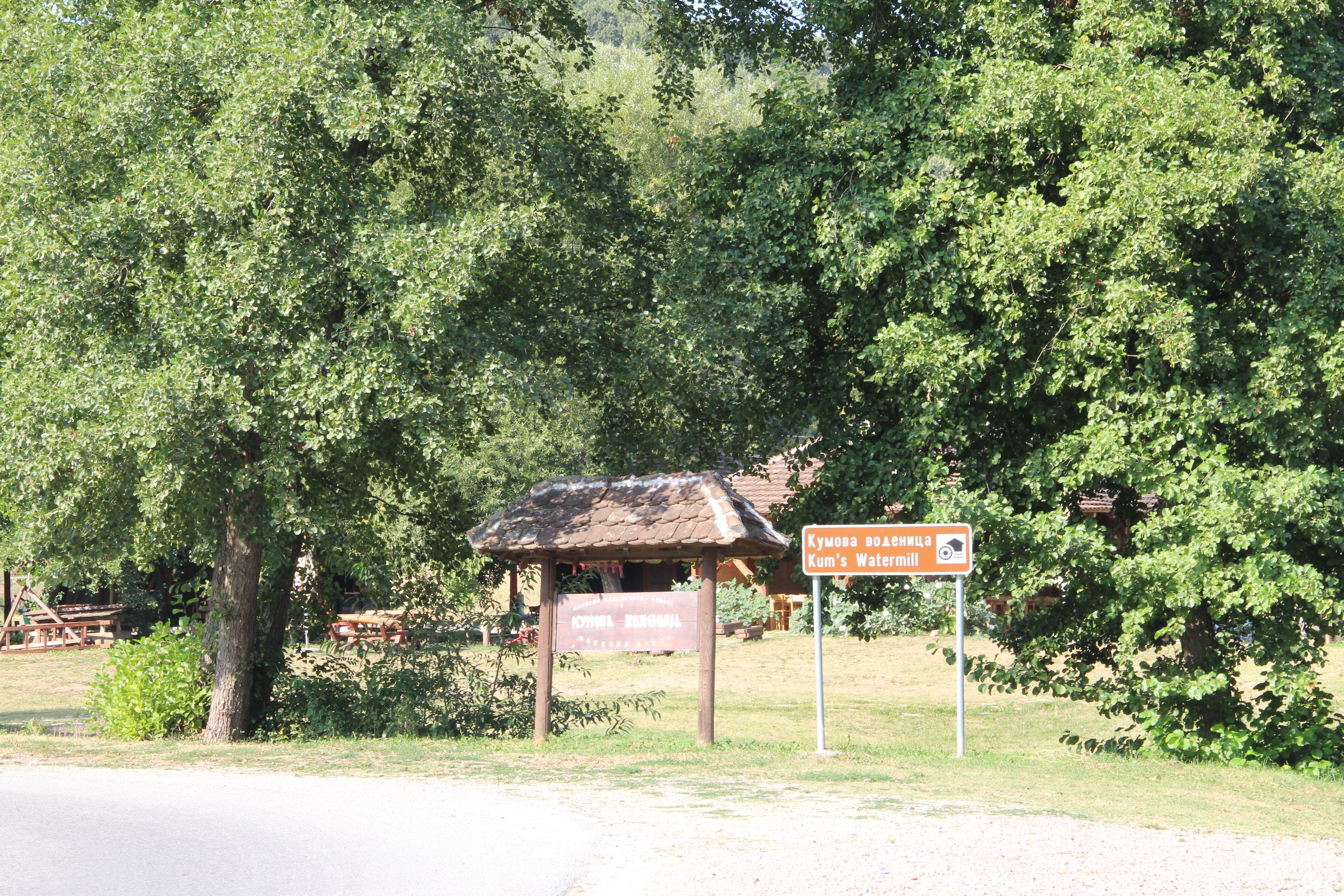
Markova crkva - complexo Kumova vodenica
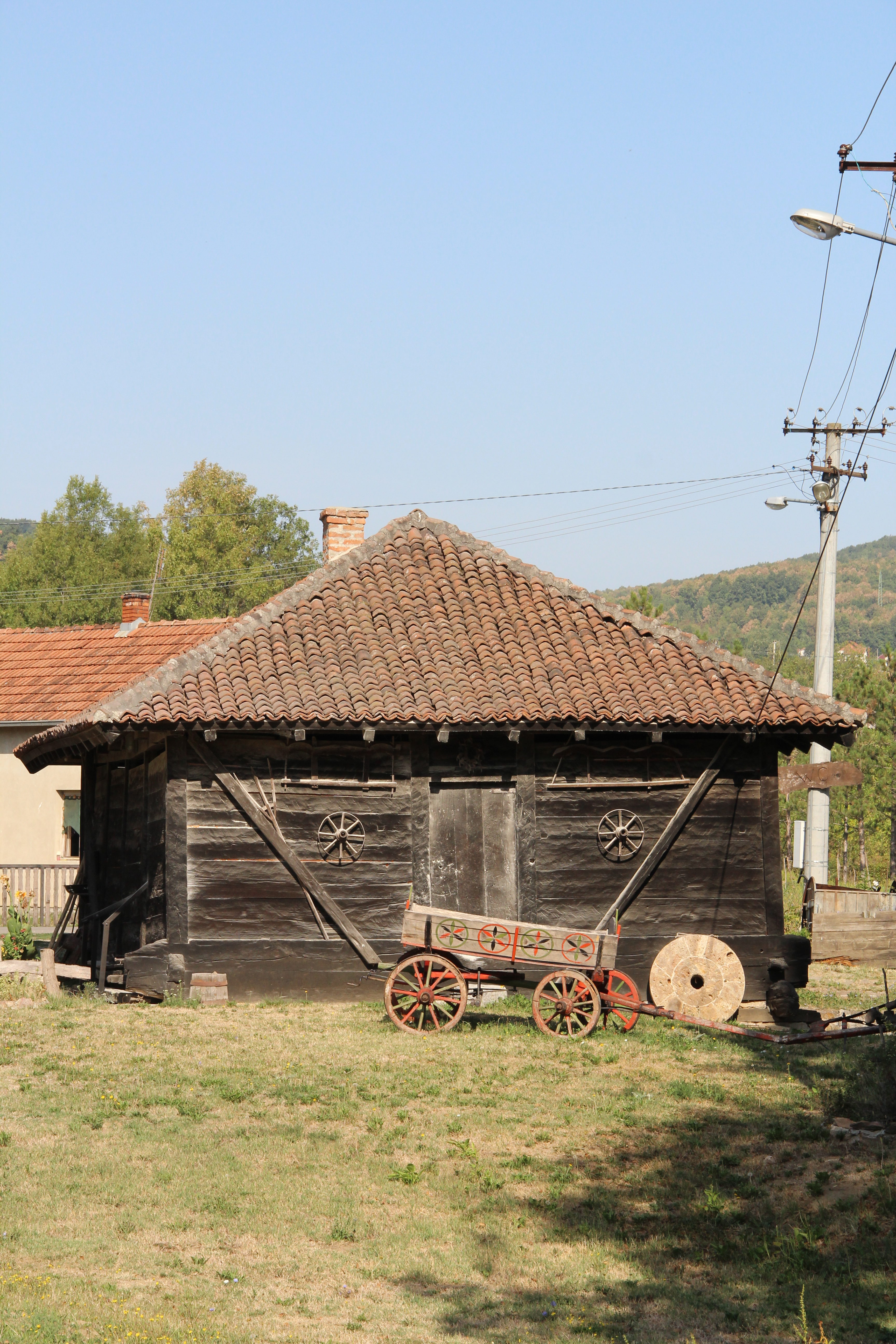
Markova crkva - complexo Kumova vodenica
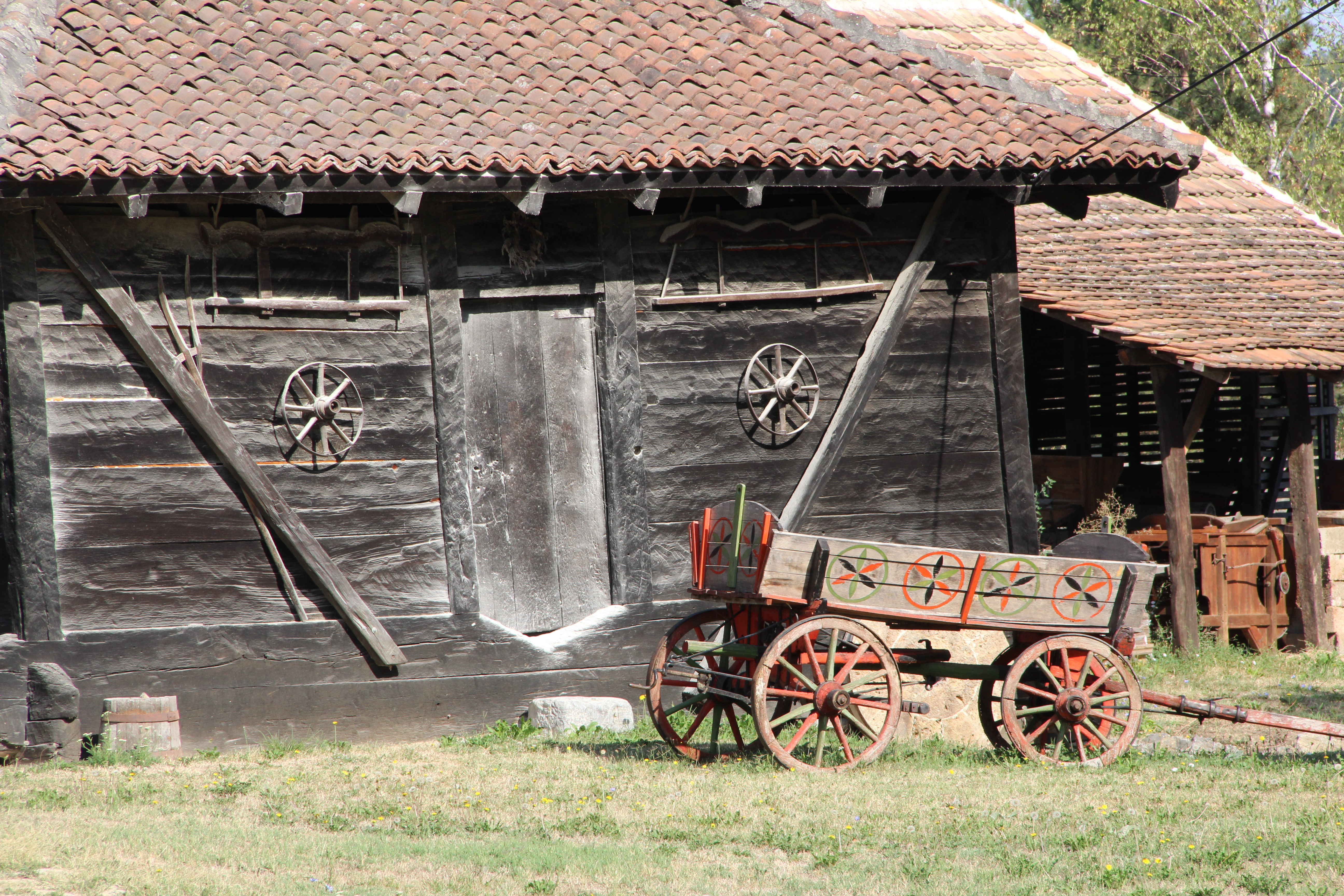
Markova crkva - complexo Kumova vodenica
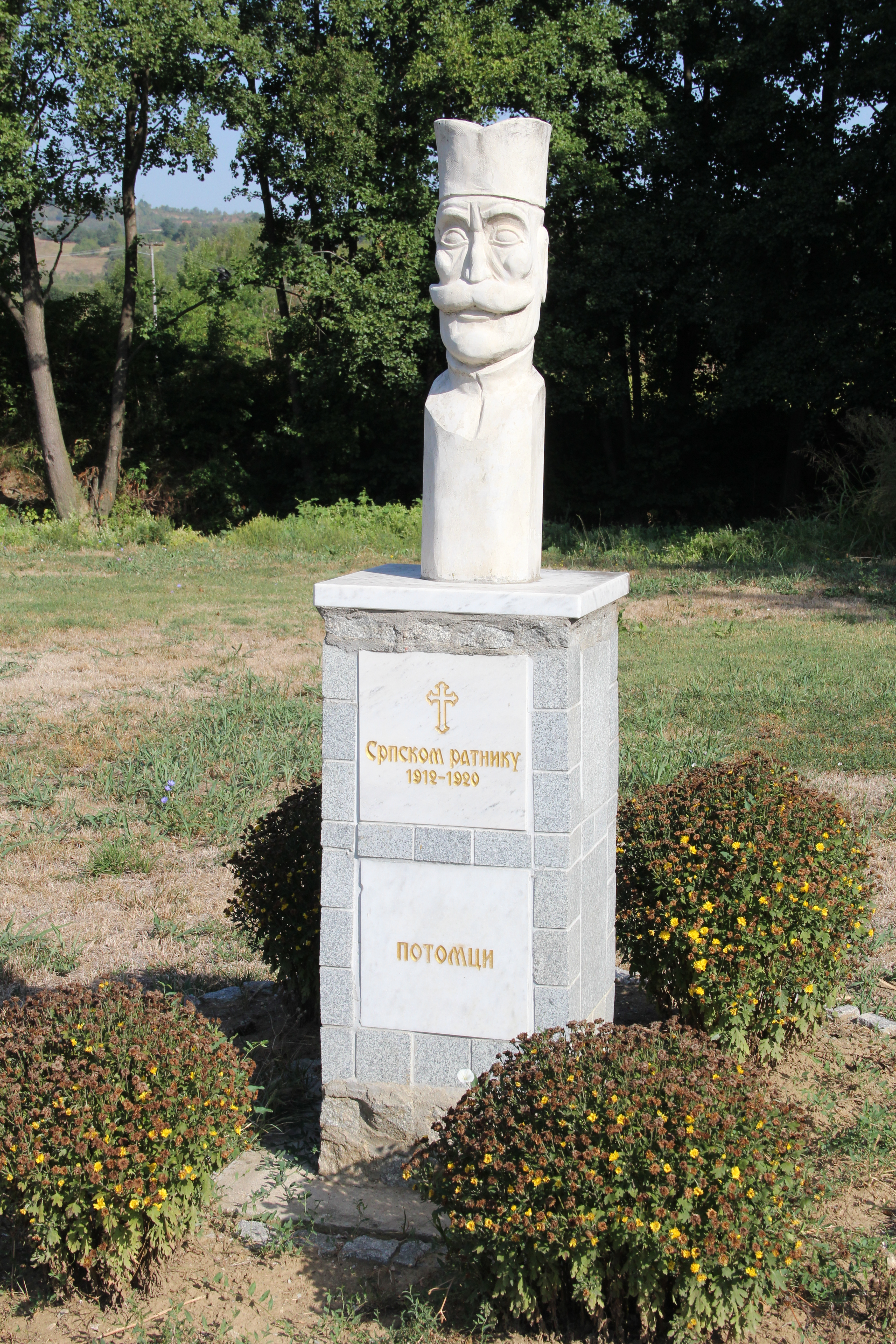
Markova crkva - monumento miller

## Demografia
| 1948 | 1953 | 1961 | 1971 | 1981 | 1991 | 2002 | 2011 |
| ---- | ---- | ---- | ---- | ---- | ---- | ---- | ---- |
| 244  | 252  | 211  | 165  | 162  | 131  | 110  | 111  |